# Hemioplisis excavaria
Hemioplisis excavaria là một loài bướm đêm trong họ Geometridae.